# Извођачке уметности
Извођачке уметности су уметничке форме у којима уметници користе сопствени глас, тело или неживе објекте како би пренели уметнички израз, а чија суштина лежи у самом чину извођења пред публиком. Ово их разликује од ликовних уметности (као што су сликарство, вајарство, графика), где уметничко дело постоји као физички објекат независно од уметника, и од књижевности, где је примарни медијум писани текст (иако и она може имати извођачки аспект кроз рецитовање или усмено приповедање).
Извођачке уметности су временски ограничене и често ефемерне, постоје у тренутку извођења, иако се данас могу забележити путем аудио-визуелних снимака.

## Дефиниција и карактеристике
Кључне карактеристике које дефинишу извођачке уметности су:
- Извођење уживо: Суштински елемент је чин извођења који се одвија у реалном времену пред публиком.
- Уметник као медијум: Уметник директно користи своје тело, глас, покрет или манипулише објектима (нпр. луткама, инструментима) као основно средство изражавања.
- Присуство публике: Извођење је намењено публици и често подразумева интеракцију или комуникацију (директну или индиректну) са њом. Однос између извођача и публике је саставни део догађаја.
- Простор и време: Извођење се одвија у одређеном простору (позорница, концертна дворана, улица, галерија...) и има своје трајање. Сам чин извођења је непоновљив у потпуно истом облику.
- Уметнички израз: Циљ извођења је преношење одређених емоција, идеја, прича, естетских концепата или доживљаја.

## Дисциплине извођачких уметности
Извођачке уметности обухватају широк спектар дисциплина, од којих су најзначајније:
- Позориште: Укључује глуму, режију, драматургију, сценографију, костимографију. Може бити драмско, комично, трагично, експериментално итд.
- Игра / Плес: Обухвата различите форме плеса као што су Балет, модерна игра, савремена игра, традиционалне игре, џез плес, Степ итд.
- Музика: Конкретно, извођење музике уживо – концерти (симфонијски, камерни, солистички), реситали, вокални наступи.
- Опера: Сложена форма која обједињује музику (певање и инструменталну пратњу), позориште (глуму, режију, сценографију, костим) и често плес.
- Мјузикл: Популарна форма музичког позоришта која комбинује песму, глуму и плес.
- Плесно позориште (Tanztheater): Хибридна форма која спаја експресивни плес са позоришним елементима.
- Перформанс: Авангардна форма која често преиспитује границе уметности, користећи тело уметника, време, простор и однос са публиком на концептуалан начин.
- Циркуске вештине: Када се изводе у уметничком контексту (нпр. савремени циркус), акробатика, жонглирање, кловнерија и друге вештине сматрају се извођачким уметностима.
- Луткарство: Уметност анимирања лутака пред публиком.
- Приповедање: Уметност усменог излагања прича.
- Стендап комедија: Форма комедије где извођач наступа уживо пред публиком, износећи ауторски материјал.
- Мађионичарство / Илузионизам: Извођење илузија и трикова као уметничка представа.

## Интердисциплинарност
Многе савремене извођачке уметности су изразито интердисциплинарне, бришући границе између традиционалних форми. Опера, мјузикл и плесно позориште су класични примери хибридних жанрова. Перформанс често интегрише елементе ликовних уметности, видеа, технологије и друштвеног активизма са живим извођењем.

## Историјски корени
Корени извођачких уметности сежу дубоко у људску историју, до праисторијских ритуала, племенских плесова, шаманских обреда и најранијих облика приповедања. У античкој Грчкој, позориште (трагедија и комедија) и музика су имали централно место у друштвеном и религиозном животу. Током средњег века развијају се литургијска драма, миракули, мистерије, као и путујуће форме забаве (жонглери, минстрели). Ренесанса доноси обнову интересовања за античко позориште и рађање опере. Свака наредна епоха доносила је нове форме и стилове извођачких уметности.

## Елементи извођења
Сваки извођачки догађај састоји се од неколико кључних елемената:
- Извођач(и): Особа или група која изводи уметничко дело.
- Публика: Посматрачи или слушаоци за које се извођење одвија.
- Дело: Текст, партитура, кореографија, концепт или импровизација која се изводи.
- Простор: Место извођења (позорница, сала, галерија, јавни простор).
- Време: Тренутак и трајање извођења.
- Дизајн: Визуелни и звучни елементи који обликују извођење (сценографија, костим, светло, звук).
- Режија/Кореографија/Дириговање: Уметничко вођство које обједињује све елементе.

## Значај
Извођачке уметности играју важну улогу у култури и друштву. Оне пружају забаву, естетско задовољство, емоционални доживљај, подстичу на размишљање, преиспитују друштвене норме, чувају и преносе традицију, омогућавају друштвену кохезију и представљају важан део културног идентитета и нематеријалног културног наслеђа.